# Herbario Nacional de Venezuela
El Herbario Nacional de Venezuela (conocido por sus siglas VEN en el Index Herbariorum) es el nombre que recibe una institución Botánica que funciona como un museo con colecciones de muestras botánicas secas que se encuentra ubicada en el edificio sede del Jardín Botánico de la Universidad Central de Venezuela, en el Municipio Libertador al oeste del Distrito Metropolitano de Caracas y al centro norte del país sudamericano de Venezuela. Como parte de la Ciudad Universitaria de Caracas es patrimonio de la Humanidad desde el año 2000. Contiene colecciones botánicas de diversas regiones de Venezuela.
Fue establecido por el eminente geográfo y botánico suizo Henri Pittier, actualmente posee 340.000 especímenes que lo colocan como el mayor herbario y la referencia más completa de flora de Venezuela. Este edificio principal es la sede de la Fundación Instituto Botánico de Venezuela Dr. Tobías Lasser, obra del insigne arquitecto Carlos Raúl Villanueva. La edificación presenta el estilo característico de "síntesis de las artes" que evidencia la Universidad Central de Venezuela. 
Su Historia se remonta a 1921 cuando fue creado como parte del llamado "Museo Comercial e Industrial de Venezuela" en la parte posterior de la Casa Amarilla y con las colecciones de notables personajes como José María Vargas, Adolfo Ernst, Alfredo Jahn y el propio Henri Pittier. En la década de 1940 se agregaron las colecciones de Llewelyn Williams y Julian Alfred Steyermark. En 1958 se inició su proceso de traslado a su actual sede dentro del edificio principal del Jardín Botánico de la capital venezolana.